# 윤집 택지
윤집 택지(尹集 宅址)는 인천광역시 강화군 강화읍 월곳리에 있다. 1986년 4월 1일 강화군의 향토유적 제1호로 지정되었다.

## 개요
윤집(1606-1637) 선생은 별시 문과에 급제한 뒤 설서, 이조정랑, 부교리에 이어 교리로 있을 때 병자호란이 일어나자 적과의 화의를 반대하여 중국 심양으로 잡혀가 갖은 고문에도 굴하지 않고 척화의 소신을 주장하다 피살되었다. 세상에서는 오달제, 홍익한과 함께 삼학사로 불리며 후에 영의정에 추증되었다.
선생이 살던 집의 건물은 없어지고 밭으로 변했으며 대리석으로 된 비석만 전하고 있다. 비석 전면에는 '충신고학사 윤집택지'라 새겨져 있다.

## 같이 보기
- 윤집